# تپه حاجی عوض کندرک ۴
تپه حاجی عوض کندرک ۴ مربوط به سده‌های ۷–۳ ه.ق است و در شهرستان زهک، بخش جزینک، دهستان خمک، ۳۰۰ متری جنوب غربی روستای لچوی واقع شده و این اثر در تاریخ ۲۳ بهمن ۱۳۸۵ با شمارهٔ ثبت ۱۷۳۱۵ به‌عنوان یکی از آثار ملی ایران به ثبت رسیده است.